# Atsam
L’atsam ou chawai est une langue kainji parlée au Nigeria.